# نبرد پالم‌بانگ
نبرد پالم‌بانگ (انگلیسی: Battle of Palembang) یکی از نبردهای جنگ اقیانوس آرام بود.